# Institut für Soziale Ökologie
Das Institut für Soziale Ökologie (Social Ecology, SEC) ist ein Institut der Universität für Bodenkultur Wien am Department für Wirtschafts- und Sozialwissenschaften. Zentrales Forschungsinteresse sind aktuelle und historische Wechselwirkungen zwischen sozialen und natürlichen Systemen (gesellschaftlicher Stoffwechsel) im Kontext von Globalisierung, globalem Wandel und nachhaltiger Entwicklung.

## Geschichte und Organisation
Das Institut ging aus einer 1985 gegründeten Arbeitsgruppe des damaligen IFF (vormals Interuniversitäres Forschungsinstitut für Fernstudien, heute: Fakultät für Interdisziplinäre Forschung und Fortbildung) hervor und wurde von Marina Fischer-Kowalski gegründet. Seit 2003 gehörte es zur Alpen-Adria-Universität Klagenfurt. 2007 wurde es um das Zentrum für Umweltgeschichte erweitert, das von Verena Winiwarter geleitet wird.
Zum 1. März 2018 wurde die SEC in die Universität für Bodenkultur Wien integriert. Hierbei erfolgte die Zuordnung des Institutes zum Department für Wirtschafts- und Sozialwissenschaften. Eine Übersiedelung an den Standort Türkenschanze ist zeitnah geplant. Das bislang angebotene Masterstudium Sozial- und Humanökologie soll nicht weitergeführt werden.

## Forschung
Das interdisziplinäre Wissenschaftlerteam befasst sich unter anderem mit folgenden Themengebieten:
- Gesellschaftlicher Stoffwechsel
- Landnutzung und Kolonisierung
- Historische Nachhaltigkeitsforschung
- Sozial-ökologische Transformationen
- Integrierte Sozialökologische Modellierung

Methodologische Grundlage für die genannten Themen bildet das Konzepte des gesellschaftlichen Metabolismus sowie das der Kolonisierung von Natur.
Die Entwicklung weiterer Konzepte sowie Indikatoren zur Erforschung der biophysischen Aspekte von Gesellschaftssystemen ist zentrales Anliegen des interdisziplinären Wissenschaftlerteams und ist mit der Einbindung in zahlreiche nationale und internationale Forschungsprojekte verbunden:
- Im Zuge des von der EU-Kommission geförderten Projekts DESIRE (Development of a System of Indicators for a Resource efficient Europe) wird ein Set an Ressourcen-Effizienz-Indikatoren entwickelt und implementiert, um die europäische Entwicklung in Richtung Ressourceneffizienz sowohl aus Perspektive der Produktion- als auch der Konsumption zu untersuchen[9]

- Das auf fünf Jahre angelegte Projekt Sustainable Farm Systems: Long-Term Socio-Ecological Metabolism in Western Agriculture untersucht sozial-ökologische Transitionen von Agrarsystemen seit dem 18. Jahrhundert. An diesem Grundlagenforschungsprojekt sind neben anderen die folgenden Universitäten beteiligt: Universität Pablo de Olavide, Universidad Nacional de Colombia, Universität Barcelona.[10]

- Das Projekt WWWforEurope - Towards a New Growth Path: Welfare, Wealth and Work for Europe hat zum Ziel, die Notwendigkeit, Durchführbarkeit und den Umfang einer sozial-ökologischen Transformation zu bestimmen und die dafür notwendigen analytischen Grundlagen bereitzustellen, sowie daraus die Politikinstrumente und institutionellen Neuerungen abzuleiten, die notwendig sind, um Europa auf einen neuen Entwicklungspfad zu bringen.[11]

- Veränderungen in verschiedenen Landnutzungssystemen werden umfassend im Global Land Project (GLP) untersucht,[12] einer Forschungsinitiative des International Geosphere-Biosphere Programms und des International Human Dimensions Programme on Global Environmental Change.

Kooperationspartner der oben genannten und vergangener Forschungsprojekte des Instituts sind unter anderem die folgenden Organisationen: Konferenz der Vereinten Nationen für Handel und Entwicklung,  Europäische Union, die Europäische Kommission, World Resources Institute, WWF Österreich, Umweltbundesamt (Österreich), Bundesministerium für Wissenschaft, Forschung und Wirtschaft, Bundesministerium für Land- und Forstwirtschaft, Umwelt und Wasserwirtschaft, Bundesministerium für Wissenschaft und Forschung (BMWF).
Eine Liste der wichtigsten aktuellen Forschungsprojekte findet sich auf der Seite des Alpen-Adria-Campus.